# Tom de Graaff
Tom de Graaff (Países Bajos, 10 de diciembre de 2004) es un futbolista neerlandés que juega de portero en el F. C. Utrecht de la Eredivisie.

## Trayectoria
Se incorporó a la academia del Ajax en 2015. En septiembre de 2021 firmó un contrato con el Ajax que hasta el 2024. En julio de 2022 fue incluido en la concentración de pretemporada del primer equipo del Ajax en Austria. De Debutó con el Jong Ajax en la Eerste Divisie el 22 de agosto de 2022 en casa contra el De Graafschap Doetinchem.

## Estadísticas

### Clubes
Actualizado al último partido disputado el 4 de noviembre de 2024.
| Jong Ajax · Países Bajos              | 2.ª           | 2022-23       | 25 | 46 | — | — | — | — | 25 | 46 |
| Jong Ajax · Países Bajos              | 2.ª           | 2023-24       | 15 | 27 | — | — | — | — | 15 | 27 |
| Jong Ajax · Países Bajos              | Total club    | Total club    | 40 | 73 | 0 | 0 | 0 | 0 | 40 | 73 |
| Jong FC Utrecht · Países Bajos        | 2.ª           | 2024-25       | 9  | 19 | — | — | — | — | 9  | 19 |
| Jong FC Utrecht · Países Bajos        | Total club    | Total club    | 9  | 19 | 0 | 0 | 0 | 0 | 9  | 19 |
| Total carrera                         | Total carrera | Total carrera | 49 | 92 | 0 | 0 | 0 | 0 | 49 | 92 |
| (1) Hace referencia a goles encajados |               |               |    |    |   |   |   |   |    |    |